# Martignas-sur-Jalle
Martignas-sur-Jalle is een gemeente in het Franse departement Gironde (regio Nouvelle-Aquitaine). De plaats maakt deel uit van het samenwerkingsverband Bordeaux Métropole en het arrondissement Bordeaux. Martignas-sur-Jalle telde op 1 januari 2022 7.959 inwoners.

## Geografie
De oppervlakte van Martignas-sur-Jalle bedroeg op 1 januari 2022 26,39 vierkante kilometer; de bevolkingsdichtheid was toen 301,6 inwoners per km².

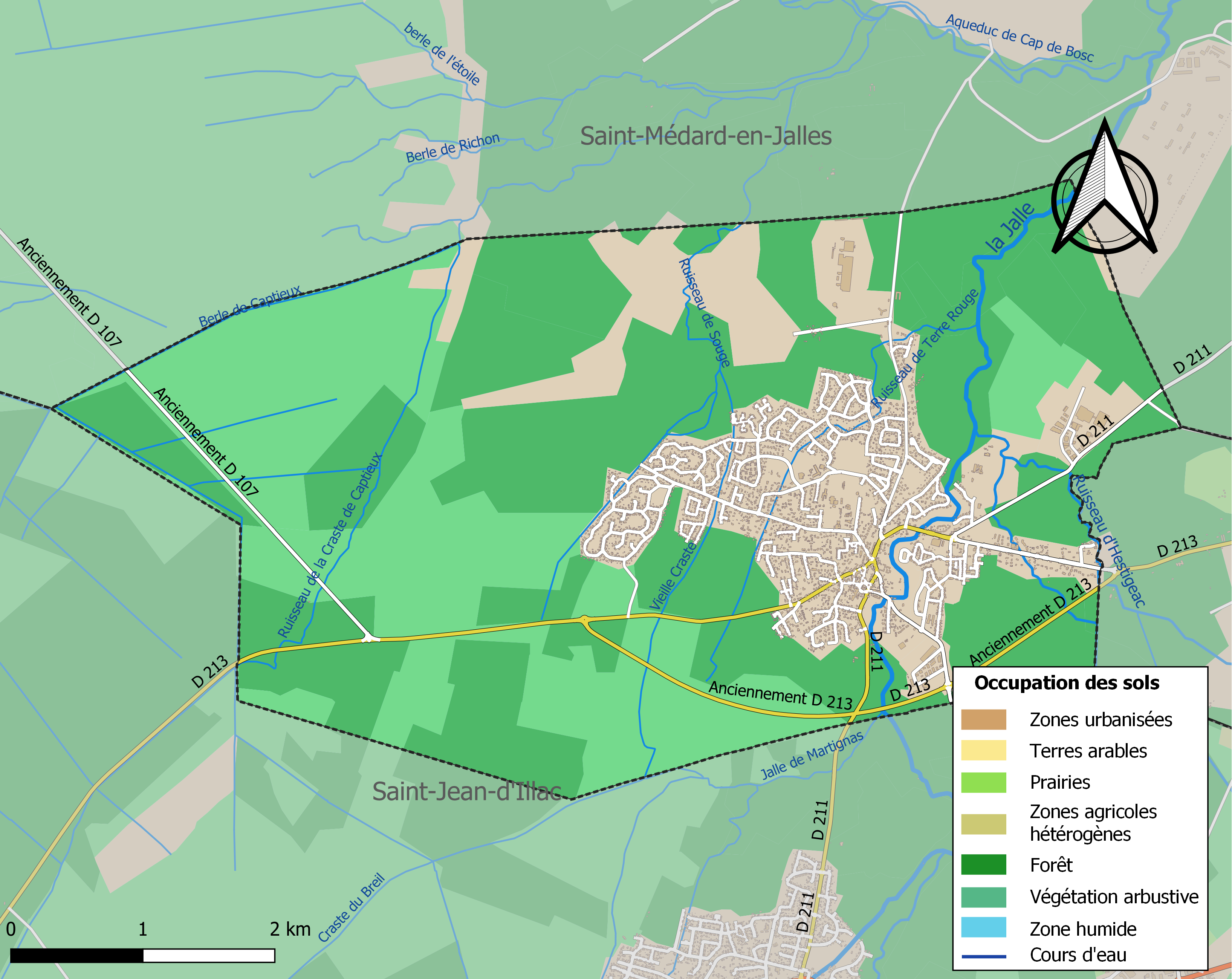
Kaart van de gemeente met belangrijkste infrastructuur, bodemgebruik en omliggende gemeenten

## Demografie
Onderstaande figuur toont het verloop van het inwonertal (bron: INSEE-tellingen).